# Czeko
Czeko je první studiové album české skupiny Cocotte Minute, vydané 4. října 2004. Deska vyšla u české pobočky EMI. Album vznikalo asi 5 let, vychází z natočených demo nahrávek kapely. Czeko je považováno za jedno z nejúspěšnějších alb tvrdšího žánru v ČR. Czeko vyšlo dvakrát, jednou na začátku roku 2004 z vlastních nákladů kapely a v říjnu 2004 pod pobočkou EMI. Písnička „Měl bych tě sejmout“ se držela několik dní na 1. místě na Óčku a na HIT Primě sesadila Daniela Landu. Na 15. výročí alba uspořádala kapela turné a vydala klip k písničce „Czeko“. Výraz Czeko je v němčině výraz pro pervitin.
Všechny písně napsal zpěvák kapely Martin Zeller. Obal alba designoval tehdejší baskytarista kapely Codan. 

## Seznam skladeb
| Pořadí         | Název                 | Autor          | Délka |
| -------------- | --------------------- | -------------- | ----- |
| 1.             | Vocotadyde            | Zeller         | 3:26  |
| 2.             | Bastard               | Zeller         | 3:22  |
| 3.             | Kořeny                | Zeller         | 4:22  |
| 4.             | Taxe na to...         | Zeller         | 3:08  |
| 5.             | Měl Bych Tě Sejmout   | Zeller         | 3:09  |
| 6.             | Každej ten den        | Zeller         | 3:50  |
| 7.             | Král Discotheque      | Zeller         | 2:47  |
| 8.             | Czeko                 | Zeller         | 4:30  |
| 9.             | L.A                   | Zeller         | 2:27  |
| 10.            | Svatej Pokoj          | Zeller         | 3:38  |
| 11.            | Co s načatým večerem? | Zeller         | 2:37  |
| 12.            | L.A part II           | Zeller         | 2:53  |
| 13.            | Víc než sám seš       | Zeller         | 2:46  |
| Celková délka: | Celková délka:        | Celková délka: | 42:49 |

## Sestava kapely
- Martin Zeller – zpěv
- Přemysl Fišer – kytara
- Ondřej "Czendál" Voršilka – kytara
- Codan – baskytara, vokály
- Pavlos – bicí